# 黃道月
黃道月（1557年—？），字德卿，號㫖玄，直隸廬州府合肥縣人，民籍，明朝政治人物。

## 生平
萬曆七年（1579年）己卯鄉試七十名，萬曆十四年（1586年）丙戌科會試三十一名，登三甲第二名。礼部观政，任中書舍人。

## 家族
曾祖黃賓；祖父黃紀；父黃意，曾任省祭。母敖氏。严侍下。兄黄道年（辛未进士、四川漢州知州）、弟道日（监生）、道時、道星（监生）。